# Dreifaltigkeits-Kathedrale (Sumy)

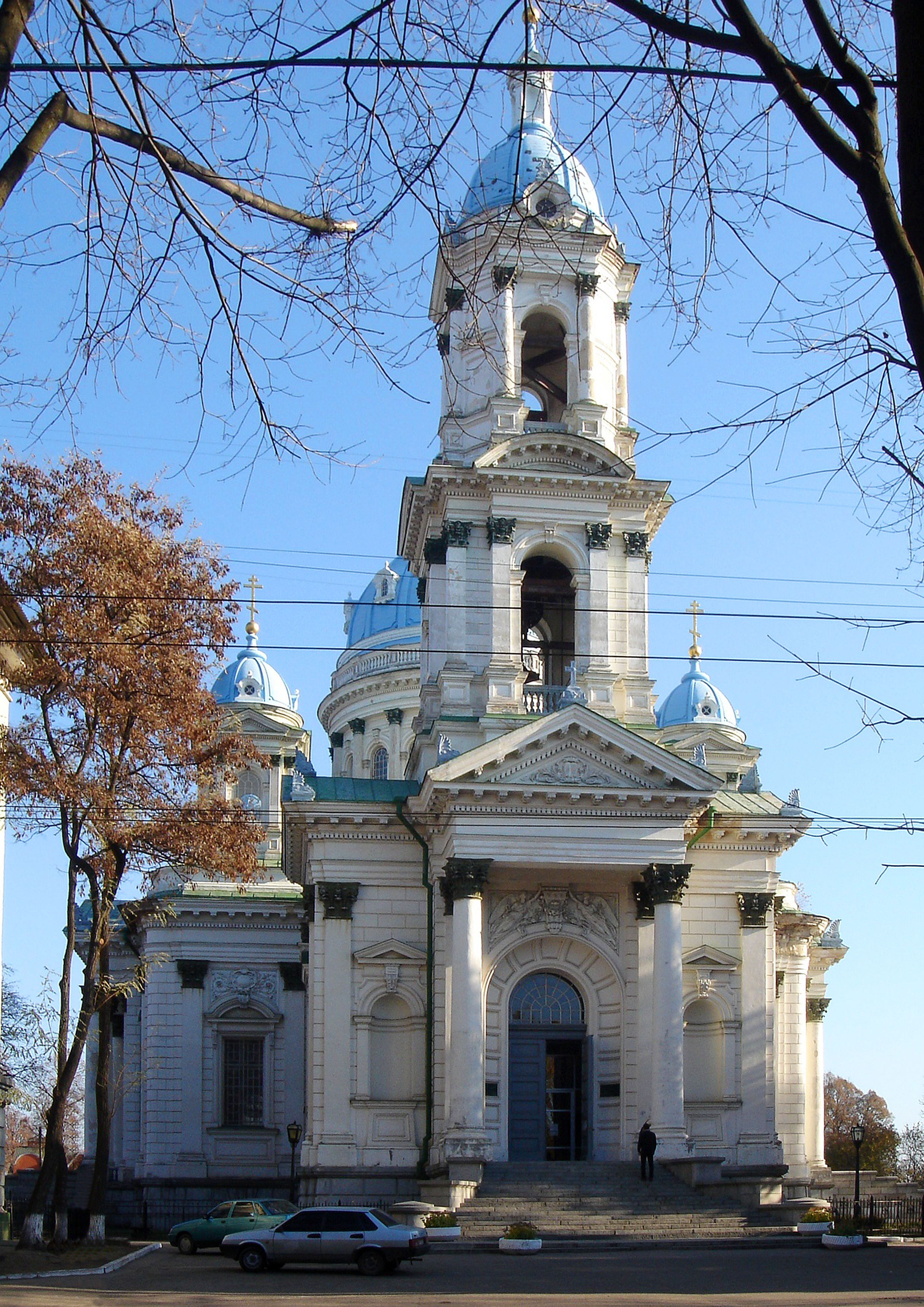
Dreifaltigkeits-Kathedrale, 2005

Die Dreifaltigkeits-Kathedrale ist eine orthodoxe Kirche in der ukrainischen Stadt Sumy. Sie ist eines der bekanntesten Gebäude der Stadt, erbaut 1901–1915 nach dem Entwurf des deutschstämmigen Сarl Scholz, Stadtarchitekt von Sumy. 

## Architektur und Innenausstattung

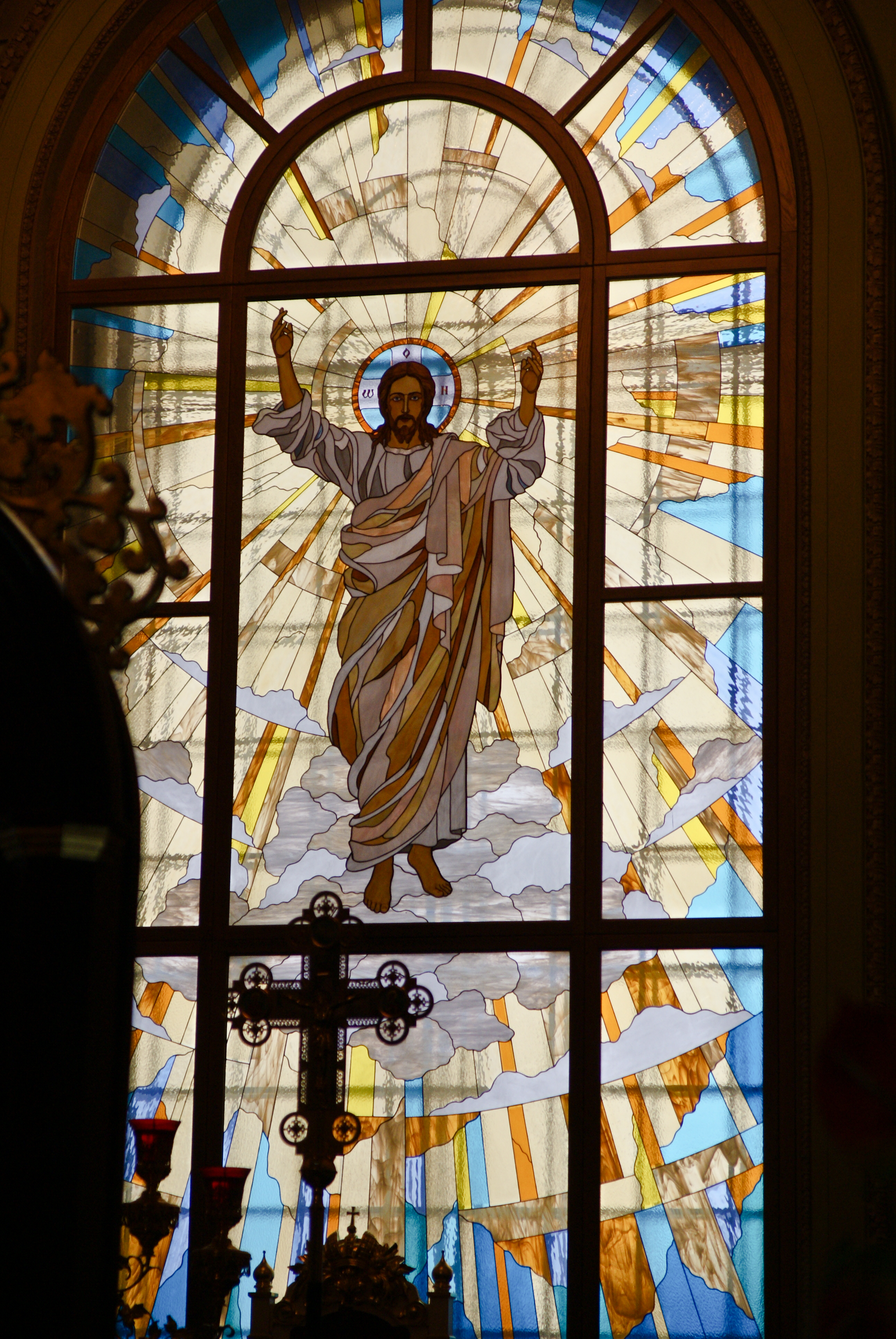
Glasfenster

Scholz entwarf eine Kreuzkuppelkirche. Er folgte in seinem Entwurf zwar der traditionellen Form byzantinischer Kirchen, in der Ausführung der Baudetails ist die Dreifaltigkeits-Kathedrale ein für den Historismus typisches Bauwerk, das barocke und klassizistische Elemente vereint. An drei Seiten ist dem Gebäude jeweils ein Portikus korinthischer Ordnung mit Dreiecksgiebel und Reliefs in den Giebelfeldern vorangestellt, vor der vierten Seite, der Portalseite, erhebt sich über dem Narthex mit einem säulengestützten Portikus der zweistufige Glockenturm. Die Kirche hat fünf Kuppeln, die zentrale Kuppel mit dem hohen, durch Rundbogenfenster gegliederten Tambour ist mit einer Laterne versehen, alle Kuppeln sind mit orthodoxen Kreuzen bekrönt. Das Dach erhebt sich über einem mehrfach gestuften, verkröpften Kranzgesims mit Zahnschnittdekor. Die Ecken des Dachs sind durch Palmetten-Akroterien ausgezeichnet. Die Wände von Kirche und Kirchturm sind durch korinthische Lisenen, durch Rundbogennischen und Fenster mit Überdachungen aus Segmentbögen gegliedert.    
Der Innenraum enthält eine Ikonostase, Glasmalereien, Kunstwerke von Ignati Nivinsky (1881–1933), Petrov-Vodkin und Michail Nesterov sowie einen Mosaikboden von Alexei Schtschussew.

## Geschichte
Unweit der heutigen Dreifaltigkeitskathedrale errichteten die Lintvariovs 1827 eine steinerne zweischiffige Kirche. Zu Beginn des zwanzigsten Jahrhunderts beschloss Pawlo Charytonenko, die Kirche zu erweitern. Pawlo Iwanowytsch lud zunächst Alexej Wiktorowitsch Schtschusew ein, eine neue Kirche zu entwerfen. Letztlich wurde jedoch der Entwurf von Karl Scholz genehmigt.

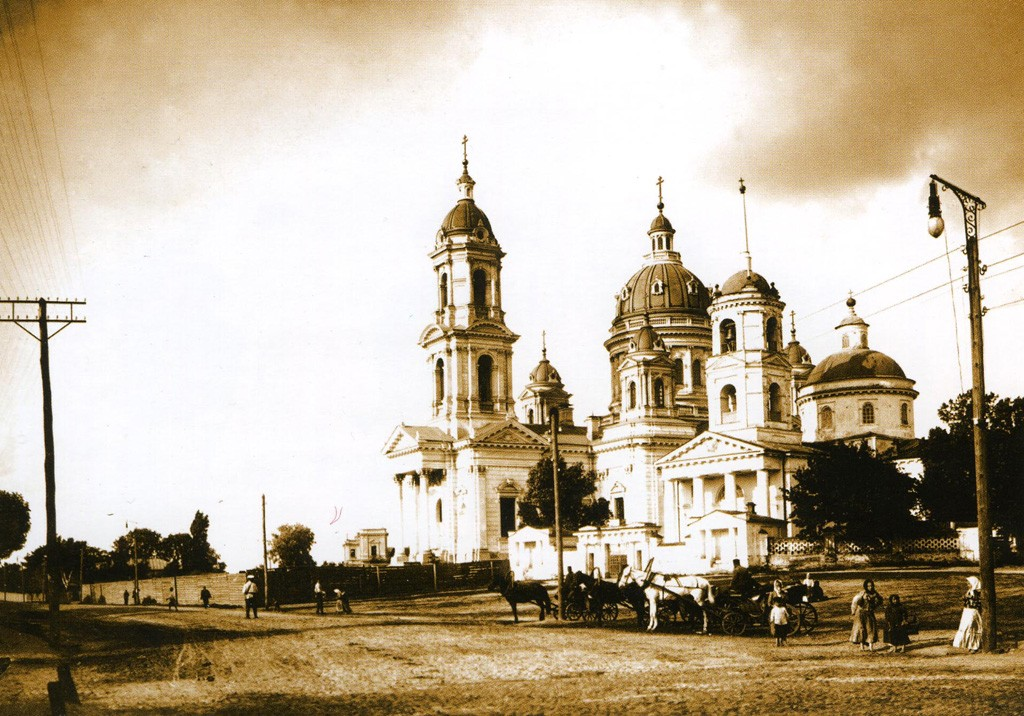
Die Dreifaltigkeitskathedrale um 1915

Am 6. Mai 1901 wurde der Grundstein für die Dreifaltigkeitskirche gelegt. Der Bau der Kirche zog sich hin bis 1915, sie wurde aber nie vollendet. Wegen der hohen Baukosten bauten die Kharytonenkos die Kirche mit Unterbrechungen. Am 26. September 1914 sollte die Kathedrale eingeweiht werden, aber die Einweihung wurde wegen des Todes des Kirchenpatrons Pawlo Charytonenko verschoben und fand später nicht statt, da das Russische Reich tief in den Ersten Weltkrieg verwickelt war und die Behörden keine Zeit für geistliche Heiligtümer hatten.
Im Jahr 1976 begann die Restaurierung der Dreifaltigkeitskirche, die 1988 abgeschlossen wurde. Während der Restaurierung wurde eine Orgel eingebaut, und die Kirche selbst wurde zu einem Museum.
Im Jahr 1996 wurde der größte Teil der Kathedrale den Gemeindemitgliedern übergeben. Sie dient als Kathedrale der Eparchie Sumy der 2022 entstandenen Ukrainisch-Orthodoxen Kirche (ehemals Ukrainisch-Orthodoxe Kirche Moskauer Patriarchat).